# 오바야시구미
오바야시구미(일본어: 大林組, 영어: Obayashi Corporation)는 1892년에 설립된 일본의 종합건설회사이다.

## 개요
현재 일본 5대 대형 건설회사(오바야시구미, 카지마건설, 타이세이건설, 시미즈 건설, 타케나카 코무텐) 중 한 곳으로, 한국에서는 일제강점기 시절 경성과 신의주 간을 연결하는 경의선의 준공과 1933년 구 제일은행 본점 등을 건설하였고, 일본내에서는 이코마 터널이나 야나기모토 비행장을 건설하였다. 일제강점기에 조선인 노동자를 가혹하게 다룬것으로도 알려져 있고 건설현장에 조선인 위안부를 동원한 전력이 있어 전범기업으로도 알려져 있다.
2012년에 준공된 높이 634m의 전파송신타워 도쿄 스카이트리(Tokyo Skytree)를 건설한 업체로 알려져 있으며, 최근에는 세계 최초로 40년 안에 달과 지구를 연결하는 우주 엘리베이터 개발계획을 발표했다.

## 역사
- 1892년 - 창립자 오바야시 요시고로가 오사카에 오바야시 토목점을 창업
- 1909년 - 합자회사 오바야시구미 창립
- 2007년 - 시라이시 토오루 현 오바야시구미 사장 취임
- 2010년 - 본사를 오사카에서 도쿄로 이전

## 주요 건축물
- 1914년 - 도쿄중앙정차장(현 도쿄역) 준공
- 1924년 - 한신 코시엔 구장 준공
- 1931년 - 오사카성 천수각 복원 준공
- 1928년 - 도쿄 지하철(만세바시-우에노 구간) 준공
- 1964년 - 교토 타워 준공
- 1964년 - 도쿄 올림픽 국립 요요기 경기장 준공
- 1994년 - 간사이 국제공항 여객 터미널 준공
- 1998년 - 아카시 해협 대교 준공
- 2001년 - 오사카 유니버설 스튜디오 재팬 준공
- 2006년 - 타이완 신칸센 준공
- 2011년 - 고쿠라 D.C. 타워 준공
- 2012년 - 도쿄 스카이트리 준공

## 지점
- 일본지점: 도쿄, 요코하마, 오사카, 나고야, 삿포로, 고베, 히로시마, 후쿠오카, 센다이, 니가타, 타카마츠
- 해외지점: 런던, 북경, 상하이, 샌프란시스코, 대만, 싱가포르, 이스탄불, 호놀룰루, 방콕, 하노이, 마닐라 등

## 같이 보기
- 에어로폴리스 2001